# Gustaf Laurelius
Gustaf Emanuel Laurelius, född 2 februari 1885, död 10 september 1964, var en svensk arkitekt.
Laurelius var verksam vid Stockholms stadsbyggnadskontor. I Stockholm har bland annat ritat Kungsholmens brandstation (1929), Östermalms brandstation (1926), bostadshus på  Danderydsgatan 14 (1922) och hyreshus vid Rådmansgatan 15 / Karlavägen 16 (1924).

## Bilder

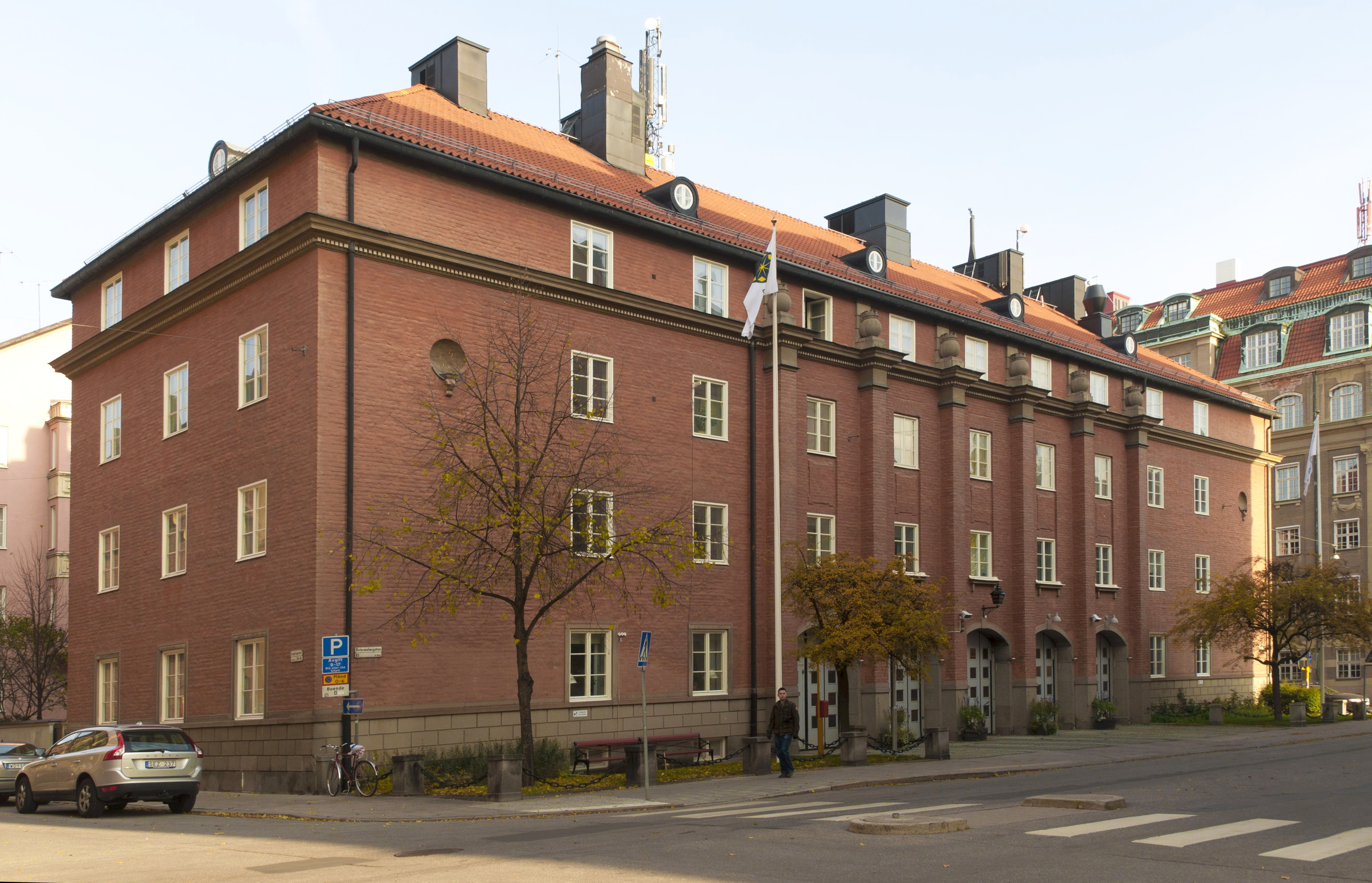
Östermalms brandstation
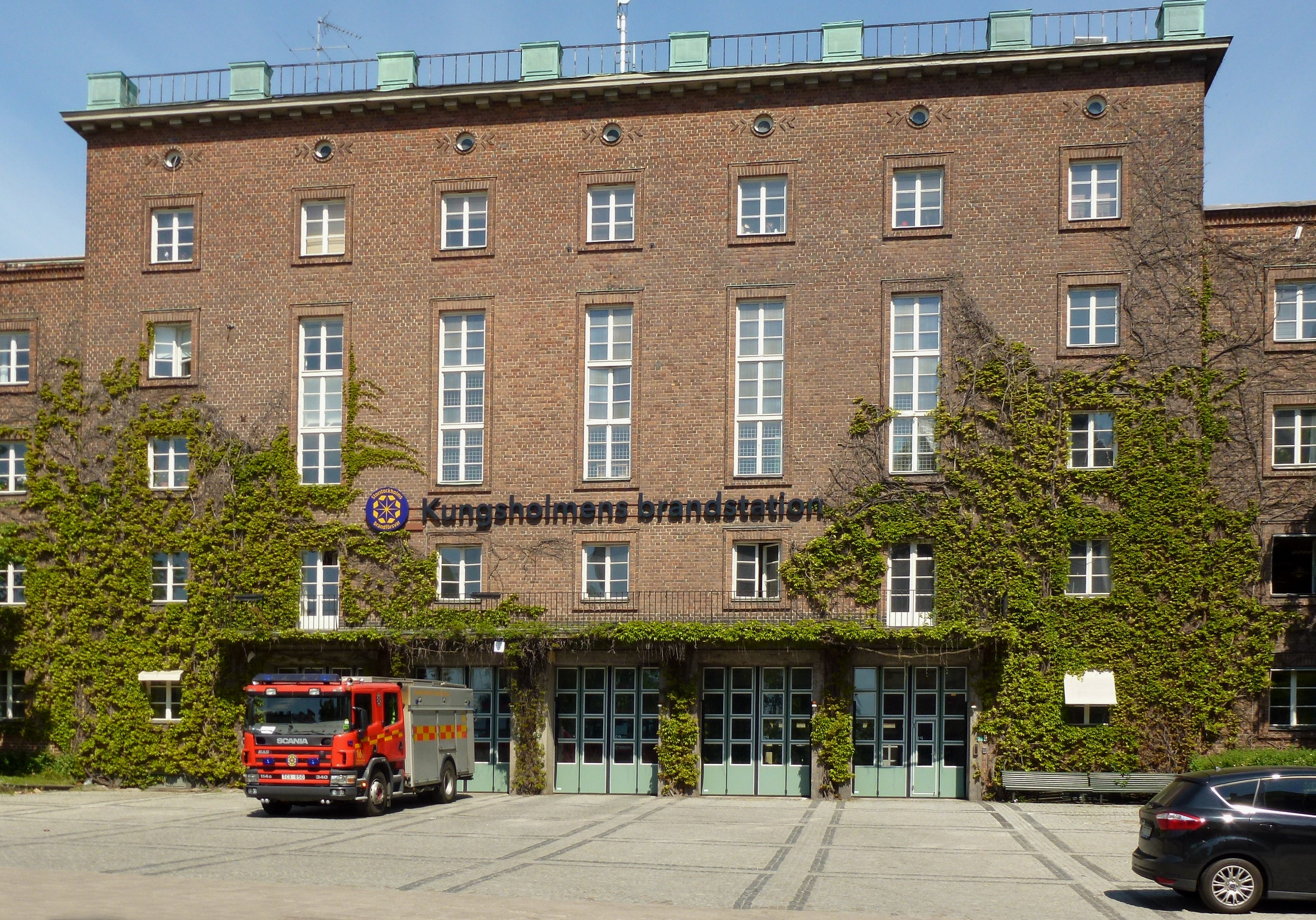
Kungsholmens brandstation